# Будкув (Нижньосілезьке воєводство)
Будкув (пол. Budków) — село в Польщі, у гміні Вінсько Воловського повіту Нижньосілезького воєводства.
Населення — 170 осіб (2011).
У 1975-1998 роках село належало до Вроцлавського воєводства.

## Демографія
Демографічна структура станом на 31 березня 2011 року:
|          | Загалом | Допрацездатний вік | Працездатний вік | Постпрацездатний вік |
| -------- | ------- | ------------------ | ---------------- | -------------------- |
| Чоловіки | 87      | 14                 | 59               | 14                   |
| Жінки    | 83      | 18                 | 38               | 27                   |
| Разом    | 170     | 32                 | 97               | 41                   |